# Bombina
Bombina é um gênero de anfíbios da família Bombinatoridae.

## Espécies
- Bombina bombina Linnaeus, 1761
- Bombina fortinuptialis Tian & Wu, 1978
- Bombina lichuanensis
- Bombina maxima Boulenger, 1905
- Bombina microdeladigitora Liu, Hu & Yang, 1960
- Bombina pachypus (Bonaparte, 1838)
- Bombina orientalis Boulenger, 1890
- Bombina variegata Linnaeus, 1758